# Bagy (personaggio)
Bagy (バギー?, Bagī) è un personaggio del manga One Piece, scritto e disegnato da Eiichirō Oda, e delle sue opere derivate. È il capitano della ciurma di Bagy e ha ingerito il frutto Paramisha Puzzle Puzzle, che gli permette di scomporre il proprio corpo a suo piacimento. In seguito ai fatti di Impel Down e alla battaglia di Marineford acquisisce una grande fama e numerosi seguaci, finendo per essere reclutato nella Flotta dei Sette. Dopo il suo scioglimento stringe un'alleanza con Drakul Mihawk e Crocodile formando l'organizzazione Cross Guild ed iniziando a mettere delle taglie sui marine: a causa di ciò riesce ad ottenere il titolo di Imperatore.
Bagy è comparso nei sondaggi di popolarità della rivista Weekly Shōnen Jump come uno dei personaggi più amati della serie e Oda stesso ha dichiarato che è il suo antagonista preferito dell'opera.

## Concezione e sviluppo
Bagy originariamente avrebbe dovuto chiamarsi Boogie: in questa versione il personaggio era molto più inquietante, avente la fronte più alta, il naso normale ed un sorriso dipinto che andava da orecchio ad orecchio, rendendolo simile a Joker. Il suo Jolly Roger era un teschio con due frecce sopra le orbite che puntavano verso l'alto. In seguito Oda ha modificato il nome dopo aver visto in un film un personaggio che si chiamava Bagy, aggiungendogli anche un naso rosso e sferico per farlo assomigliare ancora di più ad un pagliaccio.

### Nome
In giapponese il nome del personaggio è scritto バギー (Bagī), la cui trascrizione ufficiale è Buggy. Nonostante ciò, nell'edizione italiana del manga il suo nome è stato inizialmente scritto Baghy nel secondo volume, per poi venire cambiato in Bagy a partire dal terzo. In tutti i numeri successivi e nelle ristampe del secondo viene sempre usato quest'ultimo nome.
Nell'edizione italiana della serie animata e dei film il personaggio viene invece chiamato Buggy, mantenendo perciò il suo nome originale.

## Biografia del personaggio
Bagy nacque nella Rotta Maggiore e crebbe sulla nave di Gol D. Roger ricoprendo il ruolo di mozzo assieme al rivale Shanks. Un giorno la ciurma trovò, assaltando una nave, il Frutto del diavolo Puzzle Puzzle e una mappa del tesoro: Bagy, ottenuto e nascosto il frutto, cercò di fuggire dalla nave intenzionato a venderlo e a cercare il tesoro, ma venne sorpreso da Shanks e lo ingoiò per errore. Durante il viaggio di Roger per il mondo ebbe modo di conoscere, tra gli altri, Barbabianca, Kozuki Oden e Marshall D. Teach; quando la ciurma scoprì le coordinate di Raftel non riuscì a giungervi a causa di una febbre improvvisa, rimanendo pertanto a terra assieme a Shanks. Dopo l'esecuzione di Roger ricevette la richiesta di Shanks di unirsi alla sua ciurma ma rifiutò, deluso dal fatto che egli non volesse seguire subito le orme del loro capitano; creò quindi una sua ciurma, stanziandosi nel mare Orientale.
Anni dopo assalta il villaggio di Orange, dove si scontra con il giovane Monkey D. Rufy: questi riesce a sconfiggerlo grazie all'aiuto della ladra Nami che, approfittando del fatto che Bagy si era scomposto grazie ai suoi poteri, lega e immobilizza gran parte del suo corpo riducendolo alle sole mani, piedi e testa. Scaraventato via da Rufy e separato dalla ciurma si trova a dover intraprendere un viaggio in solitaria, durante il quale stringe amicizia con Gaimon e incontra Alvida, con cui stringe un'alleanza finalizzata a eliminare il giovane pirata. Riunitosi con la ciurma e riottenute le sue parti del corpo si dirige a Rogue Town, dove prova a tendere un'imboscata a Rufy e alla sua ciurma: sebbene riesca effettivamente a intrappolare l'avversario questi si salva miracolosamente, per poi riuscire a fuggire grazie all'intervento di Smoker e di Dragon; a seguito di questa ennesima disfatta Bagy decide di entrare nella Rotta Maggiore per dare la caccia al giovane. Durante il viaggio nella Rotta entra in contatto con Portuguese D. Ace, imbarcatosi clandestinamente sulla sua nave, con cui stringe amicizia.
In seguito Bagy viene catturato dalla Marina, essendosi introdotto per errore in una base militare scambiandola per il nascondiglio di un tesoro, e rinchiuso a Impel Down; qui ritrova Rufy, introdottosi nella prigione per liberare il fratello Ace, catturato da Teach e condannato a morte: il clown gli offre il suo aiuto in cambio di un braccialetto in suo possesso, che riconosce essere la chiave per trovare il tesoro del leggendario capitano John. Aiutando Rufy libera Mr. 3 e Mr. 2 Von Clay; quando Magellan sconfigge Rufy, Bagy e Mr. 3 preferiscono fuggire e arrivano al livello 2, dove liberano tutti i prigionieri approfittando della rivolta creata da Rufy. Tutti insieme sbaragliano il personale di Impel Down e, rubando una nave, si dirigono a Marineford dove, nel frattempo, è stato trasferito Ace. Durante il viaggio la Marina li contatta e rivela il passato di Bagy, il suo coinvolgimento con i pirati di Roger e la sua amicizia con Shanks, facendogli guadagnare il rispetto incondizionato dei pirati evasi. A Marineford cerca di tenersi lontano dagli scontri, per poi soccorrere involontariamente Rufy e Jinbe dopo l'attacco di Akainu trasportandoli al sottomarino di Trafalgar Law. Dopo il termine della guerra si ricongiunge alla sua ciurma, alla quale si uniscono gli evasi di Impel Down, e accetta l'invito di unirsi alla Flotta dei Sette fondando così il Bagy's Delivery (バギーズ デリバリー?, Bagīzu Deribarī), un'organizzazione di pirati mercenari. In seguito, a causa dei debiti contratti con Crocodile, si offre di appoggiare lui e Drakul Mihawk nella creazione dell'organizzazione Cross Guild (クロス・ギルド?, Kurosu Girudo), della quale, a causa di un malinteso giornalistico, diviene lui stesso il leader, venendo perciò acclamato come uno dei nuovi Quattro Imperatori; rimasto tuttavia disgustato dagli obiettivi di Crocodile, intenzionato a far diventare la Cross Guild una potenza militare allontanandosi dal suo ideale di pirateria, e venuto a sapere che Shanks ha iniziato a interessarsi allo One Piece, Bagy decide di sfruttare la nuova organizzazione per puntare al titolo di Re dei pirati per emulare le orme del suo capitano.

## Descrizione

### Aspetto fisico
Bagy è un uomo dai lunghi capelli blu e dalla barba rada; la caratteristica più evidente e particolare del suo aspetto fisico è il grosso naso rosso e sferico, spesso oggetto di battute e prese in giro che lo fanno infuriare. È solito dipingersi il viso in maniera pesante e appariscente: il naso e il trucco gli hanno fatto guadagnare il soprannome di Bagy "il clown" (道化のバギー?, Dōke no Bagī) e, a seguito del suo ingresso nella flotta, di "clown super star" (千両道化?, Senryō dōke).

### Personalità
Bagy è un personaggio arrogante, vanesio e fifone, pur non essendo particolarmente crudele o spietato. Nonostante la sua personalità fondamentalmente negativa, è in grado di farsi seguire da persone anche più forti di lui grazie a interpretazioni create ad arte, oltre che a una buona dose di fortuna; è aiutato anche dal fatto di essere un ex-membro della ciurma del Re dei pirati Gol D. Roger, seppur con il ruolo di mozzo, e di poter vantare conoscenze del calibro di Edward Newgate e Shanks. Originariamente, però, Bagy manteneva il suo passato nascosto per evitare le problematiche che sarebbero potute sorgere con la Marina e, in generale, con personalità molto più forti e pericolose di lui. Risulta anche essere piuttosto opportunista, non esitando ad allearsi con persone che disprezza o a tradire i suoi compagni per cavarsela nelle varie situazioni.

### Taglia
La sua taglia al momento della sua comparsa è di 15 milioni di berry; la taglia è stata congelata al momento del suo ingresso nella Flotta dei sette, e ripristinata allo scioglimento del gruppo. Poco dopo, poiché il Governo lo ritiene per errore il leader dell’organizzazione nota come Cross Guild, di cui fanno parte Crocodile e Mihawk, la sua taglia viene portata a 3 miliardi e 189 milioni di berry. Il clown ottiene, inoltre, anche il titolo di imperatore.

## Poteri
Bagy si è nutrito del paramisha Puzzle Puzzle (バラバラの実?, Bara Bara no Mi), che gli consente di scomporre il suo corpo e rimontarlo a suo piacimento. I pezzi, una volta separati dal corpo, possono fluttuare nell'aria; l'unica eccezione è costituita dai piedi, che non possono volare e che determinano il raggio d'azione entro il quale gli altri pezzi sono liberi di muoversi. Il potere permette poi a Bagy di essere immune alle armi da taglio, potendo infatti ricomporsi dopo qualsiasi ferita.

## Accoglienza
Bagy è comparso nei sondaggi di popolarità dei personaggi della rivista Weekly Shōnen Jump come uno dei personaggi più amati della serie. Nel 1999 si è piazzato al 7º posto, nel 2002 al 20º, nel 2006 al 30º e nel 2008 al 21º.
Il personaggio di Bagy è stato apprezzato dalla critica per la sua comicità. Carl Kimlinger di Anime News Network ha affermato che la battaglia tra Rufy e Bagy all'isola di Orange "costituisce un precedente per scontri che sono al tempo stesso tesi ed esilaranti". Bryce Coulter di Mania Entertainment ha particolarmente lodato gli episodi in cui Bagy tenta di ricongiungersi con la sua ciurma dopo essere stato sconfitto da Rufy la prima volta, a causa del suo umorismo slapstick e delle sequenze di sapore robotico in cui riassembla il suo corpo. A detta di Chris Beveridge, Rufy e Bagy "formano una coppia comica durante la loro fuga per il primo livello" di Impel Down. Il critico ha affermato che inizialmente non gli importava molto di Bagy, ma che la sua apparizione nell'arco narrativo di Impel Down e le rivelazioni sul suo passato lo hanno reso un personaggio coinvolgente e simpatico, da cui aspettarsi nuove irruzioni nella serie. Per Pedro Cortes di Japanator, la presenza del personaggio nella battaglia di Marineford offre una tregua ironica dalla cupezza degli scontri.